# (4025) Ridley
(4025) Ridley ist ein Hauptgürtelasteroid der am 24. November 1981 von Ted Bowell vom Lowell-Observatorium aus entdeckt wurde.